# Zalmoxis savesi
Zalmoxis savesi is een hooiwagen uit de familie Zalmoxioidae.